# Ernest Schelling
Ernest Schelling (Belvidere, 26 juli 1876 - New York, 8 december 1939) was een Amerikaans componist, muziekpedagoog, pianist en dirigent. Hij schreef stukken voor de piano, orkesten en kamerorkesten, voornamelijk symfonische gedichten.

## Biografie
Ernest Schelling was een wonderkind. Toen hij vier jaar oud was gaf hij zijn eerste concert als pianist in de concertzaal van Philadelphia en toen hij zeven was werd hij toegelaten tot het conservatorium van Parijs. Hij was de jongste leerling ooit.
Zijn eerste pianoleraar was zijn vader Felix Schelling, een Zwitsers fysicus en filosoof. In Parijs kreeg Schelling les van Mathias, een oud-leerling van Chopin. Van 1898 tot 1902 was hij de enige leerling van Paderewski, die erg onder de indruk was van zijn pianistische kwaliteiten. Vanaf 1905 was hij een bekend pianovirtuoos en trad hij vaak op. Hij werd hofmuzikant van de gravin van Mecklenburg-Schwerin en hij begon te componeren in deze tijd.
In 1917 ging hij in dienst bij de United States Army Intelligence en was actief tijdens de Eerste Wereldoorlog. Hij ontving een hoge militaire onderscheiding en bekleedde de rang van majoor.

## Dirigent van het Young People's Concerts
Ook als dirigent en als componist kreeg Schelling bekendheid. Hij was de eerste dirigent van de Young People's Concerts van de New York Philharmonic. Het eerste concert vond plaats op 27 maart 1924. De concerten waren bedoeld om de liefde voor muziek bij kinderen te stimuleren. Het was een combinatie van een uitvoering met orkest met een verhaal of een uitleg over een of ander aspect van het orkest of de muziek zelf. Het absolute hoogtepunt van deze serie jeugdconcerten vond plaats in de jaren 60 en 70 onder leiding van Leonard Bernstein, inmiddels allemaal uitgebracht op dvd en blu-ray. Die uitleg ging vaak met hulp van een foto of een lichtbeeld om de kinderen te prikkelen en te boeien. In 1929 stond bij zo’n jeugdconcert de Rhapsody in Blue op het programma met George Gershwin aan de piano.
Bij kinderen en hun ouders was Schelling populair en werd liefkozend ‘Uncle Ernest’ genoemd. Hij ging ook met het jeugdprogramma op pad en bezocht steden als Londen en Rotterdam. In Carnegie Hall staat ter herdenking aan dit pioniers werk van hem een buste.
Schelling was van 1935 tot 1937 dirigent van het Baltimore Symphony Orchestra. Als dirigent van het New York Philharmonic en het Baltimore Symphony Orchestra haalde Schelling vele Europese musici naar de Verenigde Staten, zoals Enrique Granados.

## Huwelijk en dood
Zijn eerste vrouw was Lucie Howe Draper, met wie hij op 3 mei 1905 in het New Yorkse stadsdeel Manhattan trouwde. Ze stierf op 4 februari 1938 in hun zomerhuis in Lausanne (Zwitserland). Hij trouwde met zijn tweede vrouw, Helen Huntington "Peggy" Marshall, op 11 augustus 1939, zij 21 en hij 63 jaar oud. Ze was de stiefdochter van de filantroop Brooke Astor en een nichtje van Vincent Astor.
Schelling stierf in december 1939 in zijn huis in Manhattan aan een hersenembolie met zijn bruid Peggy van vier maanden aan zijn zijde.
Meer dan duizend mensen waren op zijn begrafenis, waaronder een groot aantal collega's zoals Yehudi Menuhin, John Barbirolli, de vrouw van Fritz Kreisler en de weduwe van Edward MacDowell. Schelling zou diezelfde dag nog dirigeren. Er werd een telegram van Paderewski voorgelezen aan het jeugdig publiek in Carnegie Hall: ....Woorden kunnen mijn diepe verdriet niet beschrijven bij het verliezen van mijn dierbaarste vriend. Hij werd uit ons leven gehaald op het hoogtepunt van zijn prachtige carrière, waardoor veel van zijn werken onvoltooid bleven, waardoor we niet vroegtijdig zijn rijke talent konden bewonderen. In de geschiedenis van de Amerikaanse muziek krijgt de naam Ernest Schelling de unieke plek die het zeker verdient....
Hoe populair zijn muziek ook was in zijn tijd, tegenwoordig wordt er van Schelling niets meer uitgevoerd. Zijn muziek is totaal vergeten.